# Krishna Sobti

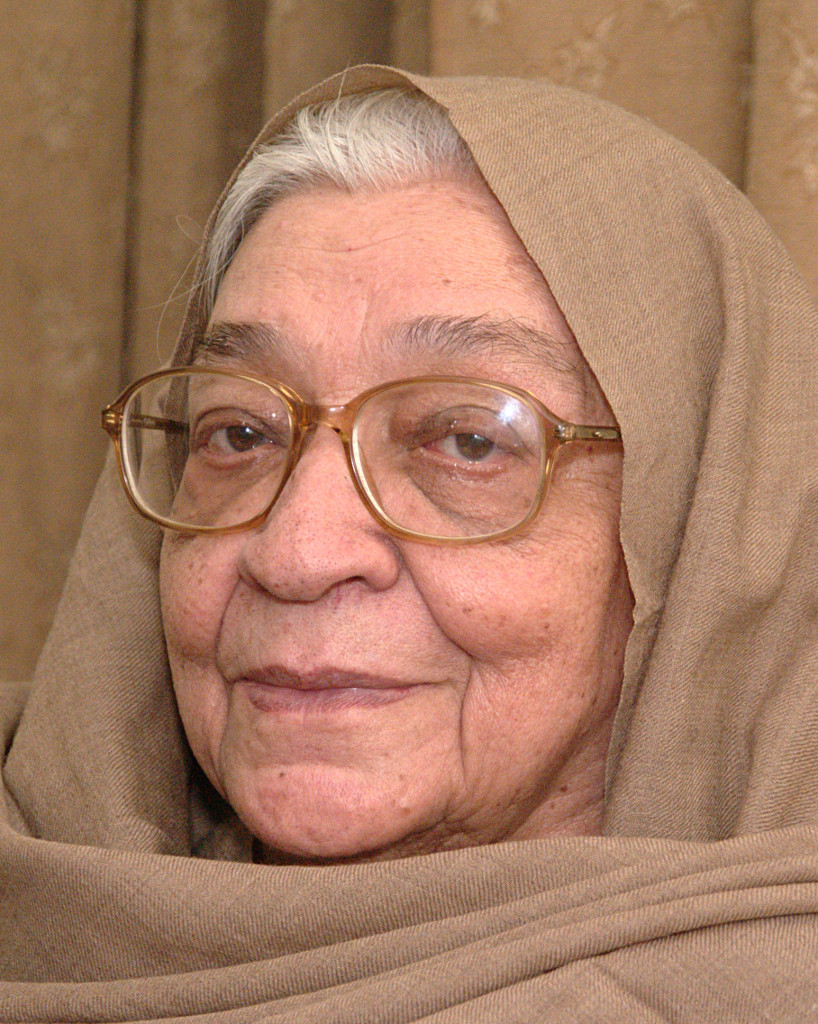
Krishna Sobti, 2011

Krishna Sobti (* 18. Februar 1925 im Dorf Jalalpur Sobtian, Distrikt Gujrat, Punjab, Britisch-Indien; † 25. Januar 2019 in Neu-Delhi, Indien) war eine indische Hindi-sprachige Autorin und Essayistin.
Sie gewann 1980 den Sahitya Akademi Award für ihren Roman Zindaginama und erhielt 1996 die Sahitya Akademi Fellowship, die höchste Auszeichnung der Sahitya Akademi. 2017 erhielt sie den Jnanpith Award für ihren Beitrag zur indischen Literatur. Sobti ist am weitesten bekannt für ihren Roman Mitro Marajani aus dem Jahr 1966, eine ungeschminkte Darstellung über die Sexualität einer verheirateten Frau. Sie wurde 1999 mit dem ersten Katha Chudamani Award für ihr literarisches Lebenswerk ausgezeichnet, außerdem erhielt sie 1981 den Shiromani Award, 1982 den Hindi Academy Award, den Shalaka Award der Hindi Academy Delhi und 2008 wurde ihr Roman Samay Sargam für den Vyas Samman ausgewählt, der von der K. K. Birla Foundation ins Leben gerufen wurde.
Krishna Sobti, die als Grande Dame der Hindi-Literatur gilt, schreibt auch unter dem Namen Hashmat und hat Hum Hashmat veröffentlicht, eine Zusammenstellung von Autoren- und Freundesporträts. Weitere Romane aus ihrer Feder sind Daar Se Bichchuri, Surajmukhi Andhere Ke und Yaaron Ke Yaar. Einige ihrer bekannten Kurzgeschichten sind Nafisa, Sikka Badal gaya, Badalom ke ghere. Eine Auswahl ihrer Hauptwerke sind in der Sammlung Sobti Eka Sohabata veröffentlicht. Eine Reihe ihrer Werke sind auf Englisch, Schwedisch, Russisch und Urdu erhältlich.

## Leben
Sobti, geboren im heutigen Pakistan, wurde in Delhi und Shimla erzogen. Sie besuchte zusammen mit ihren drei Geschwistern die Schule, und ihre Familie arbeitete für die britische Kolonialregierung. Sie begann ihre höhere Ausbildung zunächst am Fatehchand College in Lahore, kehrte aber nach Indien zurück, als dessen Teilung geschah. Unmittelbar nach der Teilung arbeitete sie zwei Jahre lang als Gouvernante für Maharadscha Tej Singh (* 1943), dem Kind-Maharaja von Sirohi in Rajasthan.
In hohem Alter, als sie ihren 70. Geburtstag schon überschritten hatte, heiratete sie den Dogri-Schriftsteller Shivnath, der am selben Tag wie sie geboren wurde. Das Paar zog in seine Wohnung in Mayur Vihar in der Nähe von Patparganj im Osten Delhis. Shivnath starb ein paar Jahre später, und Sobti bewohnte die Wohnung alleine. Nach langer Krankheit starb sie im Januar 2019 in Delhi.

## Schriftstellerin
Sobti schrieb in Hindi, verwendete aber idiomatisch Panjabi und Urdu, im Laufe der Zeit auch Rajasthani. Die Vermischung von Urdu-, Punjabi- und Hindi-Kultur beeinflusst die in ihren Werken verwendete Sprache. Sie ist bekannt für die Verwendung neuer Schreibstile. Die Charaktere in ihren Geschichten sind „kühn“, „wagemutig“ und bereit, Herausforderungen anzunehmen. Ihre Fähigkeit, Dialekt und Sprache spezifisch an die Region anzupassen, über die sie schreibt, wurde von Kritikern gelobt, da sie ihren Charakteren Authentizität verleiht. Dies wird aber auch als Grund für die Schwierigkeit genannt, ihre Werke in andere Sprachen zu übersetzen. Obwohl Sobtis Werke sich eng mit Fragen der weiblichen Identität und Sexualität auseinandersetzen, hat sie sich dagegen gewehrt, als woman writer bezeichnet zu werden. Sie hielt es für wichtig, als Schriftstellerin sowohl männliche als auch weibliche Standpunkte einzunehmen.
Ihr Schreibstil und ihre Ausdrucksweise sowie die Wahl ihrer Themen haben Kritik auf sich gezogen. Es wurde gesagt, dass sie zu viel Profanität in ihren Schriften verwendet, oft grundlos, und dass ihr Schreibstil „unliterarisch“ sei. Sie wurde auch beschuldigt, von Sex besessen zu sein, wobei das hervorstechende Merkmal ist, dass Beschreibungen von Sex in ihren Werken immer aus der Perspektive einer weiblichen Figur geschildert sind. Alle ihre Romane enthalten mindestens eine intensiv sexualisierte weibliche Figur.

### Romane
Sobti etablierte sich zunächst als Autorin von Kurzgeschichten, wobei ihre Geschichten Lama (über einen tibetisch-buddhistischen Priester) und Nafisa 1944 veröffentlicht wurden. Im selben Jahr veröffentlichte sie auch ihre berühmte Geschichte über die Teilung Indiens mit dem Titel Sikka Badal Gaya, die sie an Sachchidananda Vatsyayan, einen Schriftstellerkollegen und den Herausgeber der Zeitschrift Prateek, schickte, der sie ohne Änderungen zur Veröffentlichung akzeptierte. Sobti führte diese Bestätigung als Auslöser für ihre Entscheidung zum professionellen Schreiben an.

#### Zindaginama
Sobti reichte das Manuskript ihres ersten Romans mit dem Titel Channa 1952 bei Leader Press in Allahabad ein. Das Manuskript wurde angenommen und gedruckt, jedoch stellte Sobti bei Erhalt der Druckfahnen fest, dass der Verlag textliche Änderungen und auch sprachliche Änderungen vorgenommen hatte, die ihre Verwendung von Punjabi- und Urdu-Wörtern in Sanskrit-Wörter umwandelten. Sie zog das Buch von der Veröffentlichung zurück und bezahlte dafür, dass die gedruckten Exemplare vernichtet wurden. Später wurde sie von Sheela Sandhu, der Verlegerin des Verlags Rajkamal Prakashan, überredet, das Manuskript noch einmal zu überarbeiten, und es wurde von Rajkamal Prakashan 1979 nach einer umfangreichen Überarbeitung unter dem Titel Zindaginama: Zinda Rukh veröffentlicht. Zindaginama: Zinda Rukh ist vordergründig ein Bericht über das ländliche Leben in einem Dorf im Punjab in den frühen 1900er Jahren, spricht aber auch politische und soziale Belange der Zeit an.
Nand Kishore Naval, ein Kritiker, bezeichnete das Buch 2001 als „die umfassendste, mitfühlendste und sensibelste Behandlung der Landbevölkerung in der Hindi-Literatur seit Munshi Premchand“. 2016 wurde es von der Schriftstellerin und Kritikerin Trisha Gupta in einem Porträt über Sobti als „allgemein anerkannter Teil des Hindi-Literaturkanons“ eingestuft.
Kurz nach der Wiederveröffentlichung von Zindaginama veröffentlichte der Dichter, Romancier und Essayist Amrita Pritam ein Buch mit dem Titel Hardatt Ka Zindaginama. Sobti reichte 1984 eine Schadensersatzklage gegen Pritam ein und behauptete, Pritam habe durch die Verwendung eines ähnlichen Titels ihr Urheberrecht verletzt. Die Klage wurde 26 Jahre lang verhandelt und schließlich 2011, sechs Jahre nach Pritams Tod, zugunsten von Pritam entschieden. Ein Teil der Verzögerung wurde durch das Verschwinden einer Kiste mit Beweisen, die Originalmanuskripte von Pritam und Sobtis Romanen enthielt, aus dem Gericht verursacht. Sobti hat seitdem ihre Enttäuschung über den Ausgang der Klage ausgedrückt und bemerkt, dass ihr ursprünglicher Plan, Zindaginama als Teil einer Trilogie zu schreiben, durch den Rechtsstreit unterbrochen wurde.

#### Andere Werke
Sobti veröffentlichte mehrere weitere Romane, die Bekanntheit erlangten: Dar Se Bichhadi (wörtlich „Getrennt von der Tür des Hauses“) von 1958 spielt im Indien der Zeit vor der Teilung und handelt von einem Kind, das aus einer Ehe stammt, die religiöse und soziale Grenzen überschreitet. Es folgte 1966 Mitro Marjani (wörtlich „Zur Hölle mit Dir, Mitro!“), ein Roman, der im ländlichen Punjab spielt und von der Erkundung und Behauptung der Sexualität einer jungen verheirateten Frau handelt. Mitro Marjani wurde durch Gita Rajan und Raji Narasimha ins Englische übersetzt (To Hell with You, Mitro) und katapultierte Sobti zu Ruhm. Der Wissenschaftler und Kritiker Nikhil Govind sagte, dass Mitro Marjani „allowed the Hindi novel to break out of the straitjacket of social realism, or the more stereotyped notions of «women's fiction»“. Ihr nächster Roman, Surajmukhi Andhere Ke (englische Übersetzung Sunflowers of the Dark) wurde 1972 veröffentlicht und beschäftigte sich mit dem Kampf einer Frau, den Missbrauch aus der Kindheit zu verarbeiten. Vorausgegangen waren ihm 1968 zwei Novellen, Yaaron Ke Yaar (wörtlich „Freunde von Freunden“) und Tin Pahar. Ai Ladki (englisch Listen Girl), einer der neueren Romane, erzählt von der Beziehung zwischen einer alten Frau auf dem Sterbebett und ihrer Tochter, die als ihre Begleiterin und Pflegerin fungiert. Sobti hat auch einen Roman geschrieben, der eine fiktionalisierte Autobiographie ist, mit dem Titel Gujrat Pakistan Se Gujarat Hindustan Taq (wörtlich „Von Gujrat, Pakistan, nach Gujarat, Indien“). Der jüngste Roman war Dil-o-Danish (wörtlich „Herz und Verstand“).

### Prosa
Beginnend in den 1960er Jahren veröffentlichte Sobti eine Reihe von Kurzprofilen und Kolumnen unter dem männlichen Pseudonym Hashmat. Diese wurden 1977 unter dem Namen Ham Hashmat zusammengestellt und veröffentlicht und enthalten Profile unter anderem von Bhisham Sahni, Nirmal Verma und Namwar Singh. Über ihr Pseudonym sagte sie: „Wir beide haben unterschiedliche Identitäten. Ich schütze, und er enthüllt; ich bin alt, er ist neu und frisch; wir operieren aus entgegengesetzten Richtungen.“ Die Kolumnen wurden von Autoren und Kritikern gelobt, darunter der Schriftsteller Ashok Vajpeyi, der über sie sagte: „Niemand hat so liebenswert über Schriftsteller geschrieben“, und Sukrita Paul Kumar, die meinte, dass die Verwendung eines männlichen Pseudonyms es Sobti ermöglichte, ohne Hemmungen über ihre männlichen Kollegen zu schreiben.

## Auszeichnungen
Sobti gewann 1980 den Sahitya Akademi Award für Zindaginama. Sobti wurde 1996 auch zum Fellow der Sahitya Akademi, Indiens „Nationaler Akademie für Literatur“, ernannt. In der ihr nach ihrer Ernennung verliehenen Ehrung lobte die Akademi ihr Werk und ihr Schreiben mit den Worten: „Indem sie bei jedem Schritt ihre fünf Jahrzehnte währende Kreativität mit neuen Einsichten und Dimensionen erneuerte, hat Krishna Sobti die Literatur als das wahre Spielfeld des Lebens betrachtet, und sie hat diesem Leben einen formidablen Spiegel vorgehalten.“ Im Jahr 2015 gab sie sowohl den Preis als auch ihr Stipendium zurück und begründete dies mit der Untätigkeit der Regierung nach den Unruhen in Dadri, mit Bedenken bezüglich der Redefreiheit sowie mit Äußerungen eines Regierungsministers über Hindi-Schriftsteller.
2010 wurde ihr von der indischen Regierung der Padma Bhushan angeboten, den sie mit den Worten ablehnte: „Als Schriftstellerin muss ich mich vom Establishment fernhalten.“ 2017 erhielt sie den Jnanpith Award für ihre „bahnbrechenden Beiträge zur indischen Literatur“.
Außerdem erhielt sie den Shiromani Award (1981), den Maithili Sharan Gupt Samman und weitere Auszeichnungen.

## Werke (englische Übersetzungen)
- Listen Girl (Ai Ladki). Katha, Neu-Delhi 2002, ISBN 81-87649-21-6.
- The Heart Has Its Reasons (Dil-O-Danish). Katha, Neu-Delhi 2003, ISBN 978-81-87649-54-0.
- To hell with you Mitro! (Mitro Marjani). Katha, Neu-Delhi 2007, ISBN 978-81-87649-55-7.
- Memory's Daughter (Daar Se Bichchudi). Katha, Neu-Delhi 2007, ISBN 978-81-87649-22-9.
- Gujarat Here, a Gujarat There (Gujrat Pakistan Se Gujarat Hindustan Taq). India Hamish Hamilton, London 2019, ISBN 978-0-670-09119-5.